# Kodigehalli, Chintamani
Kodigehalli là một làng thuộc tehsil Chintamani, huyện Chikkaballapur, bang Karnataka, Ấn Độ.